# وستمنستر (كارولاينا الجنوبية)
وستمنستر (بالإنجليزية: Westminster, South Carolina)‏ هي مدينة تقع في الولايات المتحدة في Oconee County. يقدر عدد سكانها بـ 2,743 نسمة ومساحتها 8.9 كم2 وترتفع عن سطح البحر 291 متر.

## التركيبة السكانية
حدّد مكتب تعداد الولايات المتحدة بيانات التركيبة السكانية لوستمنستر في تعداد الولايات المتحدة. في ما يلي، التركيبة السكانية حسب تعدادي 2000 و2010.

### تعداد عام 2000
بلغ عدد سكان وستمنستر 2,743 نسمة بحسب تعداد عام 2000، وبلغ عدد الأسر 1,191 أسرة وعدد العائلات 761 عائلة مقيمة في المدينة. في حين سجلت الكثافة السكانية 306.8 نسمة لكل كيلومتر مربع (794.6/ميل2). وبلغ عدد الوحدات السكنية 1,333 وحدة بمتوسط كثافة قدره 149.1 لكل كيلومتر مربع (386.2/ميل2).
وتوزع التركيب العرقي للمدينة بنسبة 85.60% من البيض و11.81% من الأمريكيين الأفارقة و0.04% من الأمريكيين الأصليين و0.18% من الأمريكيين ذوي الأصول الآسيوية و1.20% من الأعراق الأخرى و1.17% من عرقين مختلطين أو أكثر و2.48% من الهسبانيون أو اللاتينيون من أي عرق.
بلغ عدد الأسر 1,191 أسرة كانت نسبة 30.7% منها لديها أطفال تحت سن الثامنة عشر تعيش معهم، وبلغت نسبة الأزواج القاطنين مع بعضهم البعض 44.7% من أصل المجموع الكلي للأسر، ونسبة 14.6% من الأسر كان لديها معيلات من الإناث دون وجود شريك، بينما كانت نسبة 4.6% من الأسر لديها معيلون من الذكور دون وجود شريكة وكانت نسبة 36.1% من غير العائلات. تألفت نسبة 32.2% من أصل جميع الأسر من عدة أفراد يعيشون في نفس المنزل ونسبة 13.9% كانت تتألف من شخص يعيش بمفرده يبلغ من العمر 65 عاماً أو أكثر. وبلغ متوسط حجم الأسرة المعيشية 2.30، أما متوسط حجم العائلات فبلغ 2.90.
بلغ العمر الوسطي للسكان 38.2 عاماً. وكانت نسبة 23.5% من القاطنين تحت سن الثامنة عشر، وكانت نسبة 9.6% بين الثامنة عشر والرابعة والعشرين عاماً، ونسبة 27% كانت واقعةً في الفئة العمرية ما بين الخامسة والعشرين والرابعة والأربعين عاماً، ونسبة 24.6% كانت ما بين الخامسة والأربعين والرابعة والستين، ونسبة 15.3% كانت ضمن فئة الخامسة والستين عاماً فما فوق. يوجد لكل 100 أنثى 89.6 ذكر، ويوجد لكل 100 أنثى في الثامنة عشر من عمرها فما فوق 84.0 ذكر.
بلغ متوسط دخل الأسرة في المدينة 30,802 دولارًا، أما متوسط دخل العائلة فبلغ 36,678 دولارًا. وكان متوسط دخل الذكور 30,104 دولارًا مقابل 21,690 دولارًا للإناث. وسجل دخل الفرد الخاص بالمدينة 17,121 دولارًا. وكانت نسبة 6.8% من العائلات ونسبة 9.3% من السكان تحت خط الفقر، وكان من هؤلاء نسبة 14.1% تحت سن الثامنة عشر ونسبة 9.8% في الخامسة والستين من العمر وما فوق.

### تعداد عام 2010
بلغ عدد سكان وستمنستر 2,418 نسمة بحسب تعداد عام 2010، وبلغ عدد الأسر 1,035 أسرة وعدد العائلات 641 عائلة مقيمة في المدينة. في حين سجلت الكثافة السكانية 270.5 نسمة لكل كيلومتر مربع (700.6/ميل2). وبلغ عدد الوحدات السكنية 1,227 وحدة بمتوسط كثافة قدره 137.2 لكل كيلومتر مربع (355.3/ميل2).
وتوزع التركيب العرقي للمدينة بنسبة 83.87% من البيض و10.71% من الأمريكيين الأفارقة و0.08% من الأمريكيين الأصليين و0.33% من الأمريكيين ذوي الأصول الآسيوية و3.10% من الأعراق الأخرى و1.90% من عرقين مختلطين أو أكثر و6.24% من الهسبانيون أو اللاتينيون من أي عرق.
بلغ عدد الأسر 1,035 أسرة كانت نسبة 30% منها لديها أطفال تحت سن الثامنة عشر تعيش معهم، وبلغت نسبة الأزواج القاطنين مع بعضهم البعض 41.6% من أصل المجموع الكلي للأسر، ونسبة 17.2% من الأسر كان لديها معيلات من الإناث دون وجود شريك، بينما كانت نسبة 3.1% من الأسر لديها معيلون من الذكور دون وجود شريكة وكانت نسبة 38.1% من غير العائلات. تألفت نسبة 33.8% من أصل جميع الأسر من عدة أفراد يعيشون في نفس المنزل ونسبة 17% كانت تتألف من شخص يعيش بمفرده يبلغ من العمر 65 عاماً أو أكثر. وبلغ متوسط حجم الأسرة المعيشية 2.34، أما متوسط حجم العائلات فبلغ 3.01.
بلغ العمر الوسطي للسكان 41.3 عاماً. وكانت نسبة 24.4% من القاطنين تحت سن الثامنة عشر، وكانت نسبة 7.2% بين الثامنة عشر والرابعة والعشرين عاماً، ونسبة 23.2% كانت واقعةً في الفئة العمرية ما بين الخامسة والعشرين والرابعة والأربعين عاماً، ونسبة 26.1% كانت ما بين الخامسة والأربعين والرابعة والستين، ونسبة 19.1% كانت ضمن فئة الخامسة والستين عاماً فما فوق. وتوزع التركيب الجنسي للسكان بنسبة 45.9% ذكور و54.1% إناث.

## أعلام
- جارد بورتون
- جاكي ويلسون
- أندي لي